# NGC 4142
NGC 4142 ist eine Balken-Spiralgalaxie vom Hubble-Typ SBcd im Sternbild Großer Bär am Nordsternhimmel. Sie ist schätzungsweise 55 Millionen Lichtjahre von der Milchstraße entfernt.
Das Objekt wurde am 26. April 1789 vom deutsch-britischen Astronomen Wilhelm Herschel entdeckt.